# Momoiro Punch
"Momoiro Punch" (ももいろパンチ, Momoiro Panchi, lit. "Ponche Rosa") é o single independente de estreia lançado pelo grupo idol Japonês Momoiro Clover, no Japão, em 5 de agosto de 2009.

## Recepção
O single estreou em 23° na parada semanal da Oricon.

## Faixas
| CD single |                                                  |               |               |               |         |  |
| N.º       | Título                                           | Letras        | Música        | Arranjo       | Duração |  |
| 1.        | "Momoiro Punch" (ももいろパンチ; Momoiro Panchi) | tzk           | Yuya Saito    | Yuya Saito    | 4:26    |  |
| 2.        | "Milky Way" (MILKY WAY)                          | Kiyohisa Aiki | Kiyohisa Aiki | Kiyohisa Aiki | 4:01    |  |
| 3.        | "Rough Style" (ラフスタイル; Rafu Sutairu)       | Miho Mahara   | Miho Mahara   | Kiyohisa Aiki | 4:18    |  |
| 4.        | "Momoiro Punch (Inst.)"                          |               |               |               | 4:26    |  |

| DVD - Edição limitada |                               |         |  |
| N.º                   | Título                        | Duração |  |
| 1.                    | "Momoiro Punch (Music Video)" | 4:29    |  |

## Desempenho nas paradas musicais
| Parada (2010)                                              | Melhor posição |
| ---------------------------------------------------------- | -------------- |
| Japão (Oricon Daily Singles Chart)                         | 11             |
| Japão (Oricon Weekly Singles Chart)                        | 23             |
| Japão (Billboard Japan Hot Singles Sales)                  | 56             |
| Japão (Billboard Japan Top Independent Albums and Singles) | 11             |